# Opactwo Matki Bożej w Randol
Opactwo Matki Bożej w Randol – męski klasztor benedyktyński w Randol, w gminie Cournols, we Francji, ufundowany w 1971 roku. Słynie przede wszystkim ze śpiewu chorału gregoriańskiego. Należy do Kongregacji Solesmeńskiej.

## Historia
Klasztor został założony w 1971 roku, jako fundacja opactwa Matki Bożej w Fontgombault.
W 1981 roku usamodzielnił się, gdy nadano mu rangę opactwa i mianowano Dom Éric'a de Lesquen na pierwszego opata.
W 1985 roku zakończyły się prace przy budowie klasztoru. Dokonano wtedy poświęcenia kościoła opackiego.
Opactwo słynie ze śpiewu chorału gregoriańskiego i celebracji liturgii rzymskiej w jej nadzwyczajnej formie. Klasztor przyjął księgi liturgiczne zreformowane po Soborze Watykańskim II, jednak po wydaniu motu proprio Ecclesia Dei w 1989, znów zaczęło sprawować liturgię przedsoborową.

## Opaci klasztoru
- Dom Éric de Lesquen (1981 – 2003)
- Dom Bertrand de Hedouville (od 2003)